# Костарево (Томская область)
Костарево — деревня в Парабельском районе Томской области России. Входит в состав Парабельского сельского поселения. Население 251 чел. (2021) .

## География
Находится в центральной части региона, у р. Парабель при впадении в неё притока Вяловка. Фактически слилась с райцентром — селом Парабель (по ул. Профсоюзная)
Уличная сеть
ул. Ветеранов и ул. Профсоюзная
Климат
Находится на территории, приравненной к районам Крайнего Севера.

## История
В 1912 году в Костарево находился в ссылке Я. М. Свердлов.
В соответствии с Законом Томской области от 15 октября 2004 года № 225-ОЗ деревня вошла в состав образованного муниципального образования Парабельское сельское поселение.

## Население
| 2002 | 2010 | 2012 | 2013 | 2014 | 2015 | 2021 |
| ---- | ---- | ---- | ---- | ---- | ---- | ---- |
| 305  | ↗327 | ↘315 | ↗319 | ↘317 | ↘316 | ↘251 |

Национальный состав
Согласно результатам переписи 2002 года, в национальной структуре населения русские составляли 84 % от общей численности населения в 305 чел..

## Инфраструктура
Личное подсобное хозяйство.
Сельским хозяйством занималось (на 2008 год) МУП «Приобское»

## Транспорт
Связь с населённым пунктом осуществляется по асфальтированной дороге, имеющая именование улица Профсоюзная в деревне, улица Свердлова в селе Парабель.